# Чилтерн-Хилс
Чи́лтерн-Хилс (Возвышенность Чи́лтерн; англ. Chiltern Hills) — возвышенность в Юго-Восточной Англии, на периферии Лондонского бассейна. Административно располагается на территории графств Бедфордшир, Бакингемшир, Хартфордшир и Оксфордшир.
Чилтерн-Хилс представляет собой куэстовую гряду, протягивающуюся с юго-запада на северо-восток на 100 км. Куэста сложена известняками и разделена поперечными долинами на отдельные холмы, максимальная высота которых достигает 267 м (Хаддингтон-Хил возле Уэндовер). На склонах сохранились участки лесов из дуба, бука и граба.